# Classe Sjöormen
La classe Sjöormen (« serpent de mer ») est une classe de sous-marins suédois. Elle se compose de cinq bâtiments construits dans les années 1967 et 1968 aux chantiers navals de Kockums et de Karlskrona : les HMS Sjöormen, HMS Sjölejonet, HMS Sjöhunden, HMS Sjöhästen et HMS Sjöbjörnen.
Ils ont été vendus à la marine de Singapour en 1997.

## Le projet A-11
Le cahier des charges de la classe Sjöormen est particulièrement ambitieux, il s'agit de remplacer le traditionnel moteur Diesel, utilisable uniquement en surface, par une machinerie ne nécessitant pas d'oxygène, et la forme de la coque doit être optimale pour les manœuvres sous-marines. 
Dans le plan Marine de 1960 et le plan Défense de 1962, il est décidé de ne plus construire de destroyers, et la flotte suédoise doit devenir une flotte légère composée de torpilleurs et de sous-marins. Dans ce contexte, on prévoit la construction de dix sous-marins de classe A-11. Trois types de propulsion sont envisagés, dont la propulsion nucléaire.
Bien qu'ils aient été étiquetés ABC, l'ordre de priorité était le suivant :
- A-11C : Propulsion à cycle fermé (AIP)
- A-11A – Propulsion atomique
- A-11B – Propulsion à batterie (Diesel-électrique)

La version A-11A est étudiée entre 1957 et 1962 avant d'être abandonnée.
Des prototypes fonctionnels sont développés, mais en raison de difficultés techniques, des délais et des coûts de développement élevés, on en revient finalement à la traditionnelle batterie d'accumulateurs pour la propulsion sous-marine associée à un moteur Diesel utilisable en surface. Les coûts de développement élevés conduisent également à une diminution du nombre de bâtiments construits, qui s'élève finalement à cinq unités.

## Conception

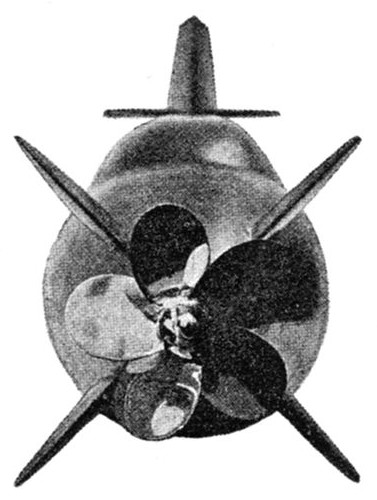
Le Sjöormen est le premier sous-marin suédois équipé de gouvernails en croix.

La classe Sjöormen s'inspire dans sa conception du sous-marin d'essai américain USS Albacore. Sa coque en forme de larme et ses quatre gouvernails disposés en croix de saint André lui apportent une manœuvrabilité nettement supérieure à ses prédécesseurs de la marine royale suédoise. Un système hydraulique permet d'automatiser ou de commander à distance certaines opérations, diminuant le besoin en personnel. Bien que le Sjöormen soit un sous-marin plus imposant que le Draken, son prédécesseur de 1960, son équipage se limite à 25 hommes, contre 37 pour le Draken.

## Armement
La classe Sjöormen est équipée de six tubes lance-torpilles, quatre pour des torpilles lourdes de diamètre 53 cm et deux pour des torpilles légères de diamètre 40 cm. Les tubes lance-torpilles peuvent aussi servir pour le mouillage de mines de modèle F 43. Ces mines ont une forme similaire à celle des torpilles pour une longueur deux fois inférieure, ce qui permet de charger deux mines dans chaque tube.
En l'absence de pièce d'artillerie sur le pont, la défense du sous-marin en surface est assurée par des canons portatifs Carl Gustav.

## Vente

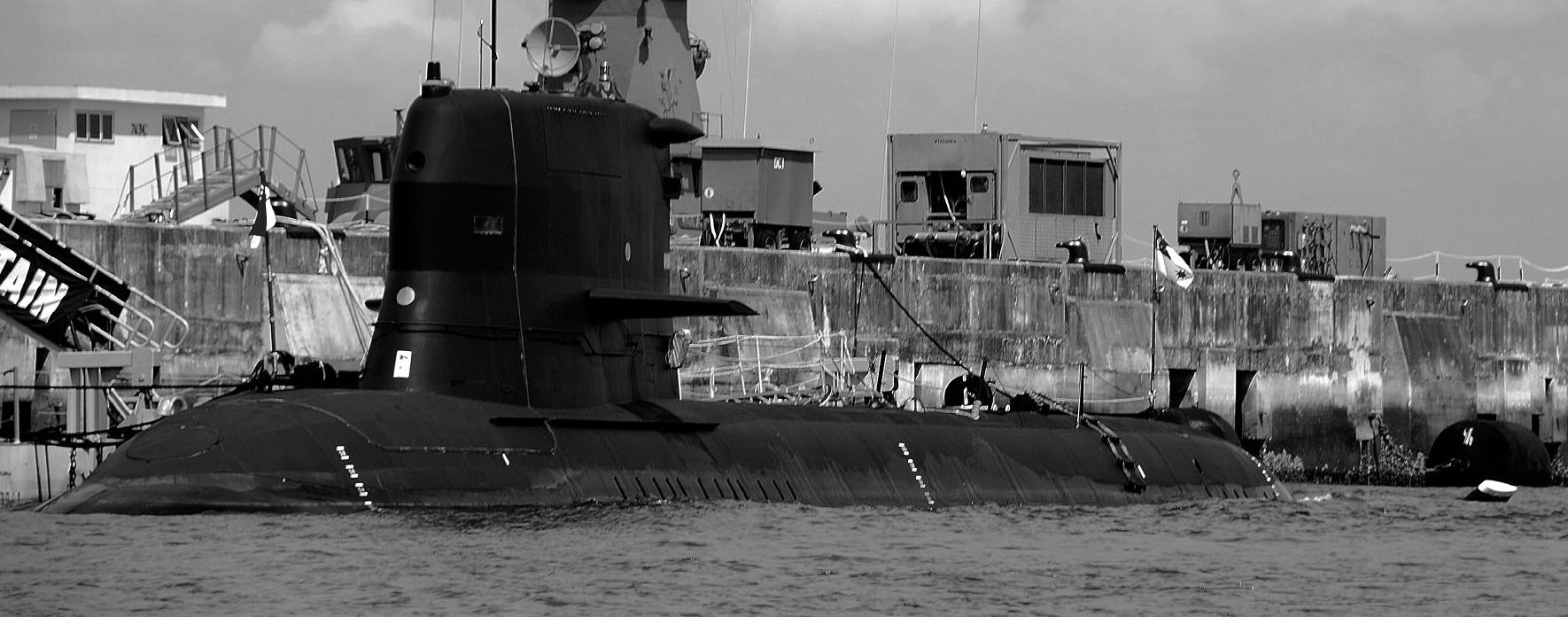
Le sous-marin Sjöhunden, rebaptisé Chieftain, à Singapour en 2007.

À la suite de la décision du Parlement suédois de réduire la flotte de sous-marins à cinq unités, les bâtiments de la classe Sjöormen sont vendus à la marine de Singapour en 1997.
La classe Sjöormen prend à Singapour le nom de classe Challenger. Les bâtiments ont été renommés de la façon suivante :
| Nom en Suède          | Nom à Singapour                  |
| --------------------- | -------------------------------- |
| HMS Sjöormen (1967)   | RSS Centurion                    |
| HMS Sjölejonet (1967) | RSS Conqueror                    |
| HMS Sjöhunden (1968)  | RSS Chieftain                    |
| HMS Sjöbjörnen (1968) | RSS Challenger                   |
| HMS Sjöhästen (1968)  | Vendu pour les pièces détachées. |